# ماراموريش
ماراموريش هي إحدى أقاليم رومانيا الواقعة على الحدود الرومانية الأوكرانية.

خارطة رومانيا

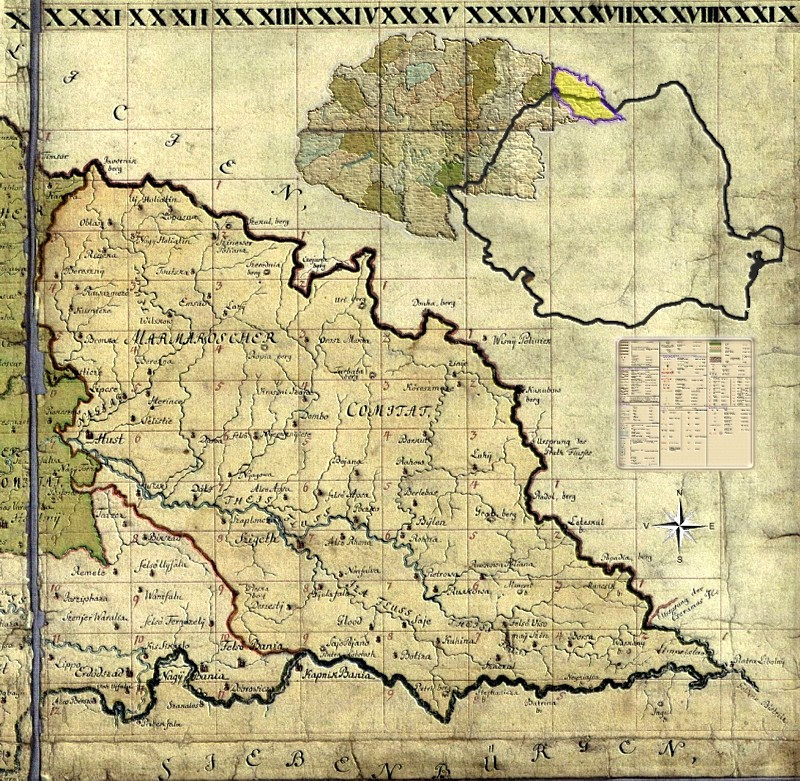
.

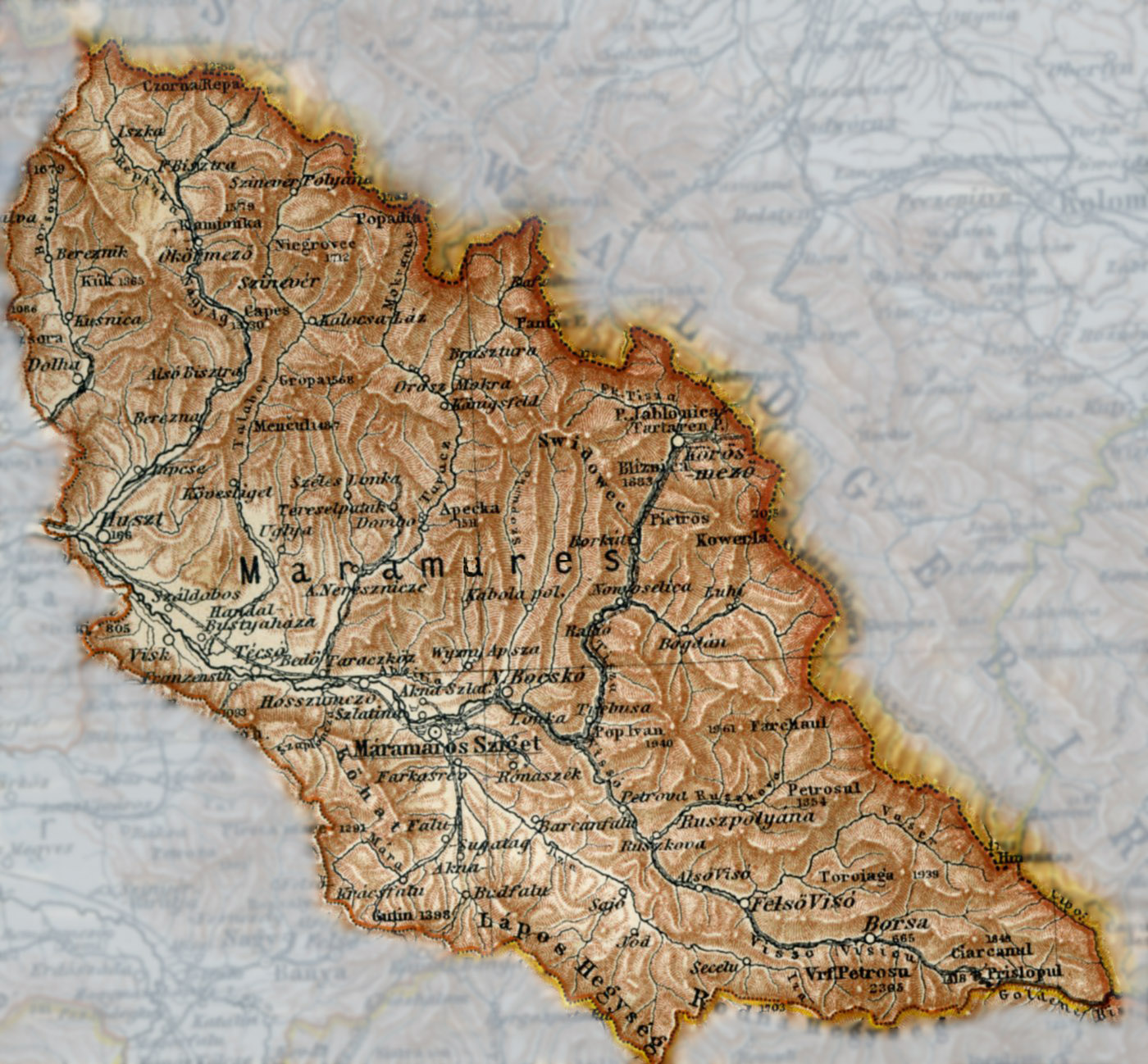
ماراموريش 1905